# Change (canção de Hotel FM)
Change é uma balada pop escrita por Gabriel Băruţă com Alexandra Ivan and e cantada pela banda Hotel FM. A canção foi seleccionada para representar a Roménia no Festival Eurovisão da Canção 2011."Change" ganhou a final nacional no dia do Ano Novo, a 1 de janeiro de 2011. A canção recebeu um total de 22 pontos num total de 24 possíveis. Foi a 12.ª a actuar, ou seja, a penúltima da noite.

## Letra
A letra explica que, apesar dos problemas diários que existem, devemos sempre ter um sorriso nos lábios, porque só assim fará mudar o rumo da nossa vida, faz diferença.